# حزب الوفاق القمري
حزب الوفاق القمري (بالفرنسية: Parti pour l'Entente Comorienne)‏ هو حزب سياسي في جزر القمر.

## التاريخ
في الانتخابات البرلمانية لعام 2015، فاز بمقعد واحد من 24 مقعدًا منتخبًا بشكل مباشر،  مع انتخاب سعيد إبراهيم فهمي في إتساندرا الجنوبية.